# Seriació
La seriació és una operació lògica que a partir d'un sistema de referència permet establir relacions entre els elements d'un conjunt i ordenar-los segons les seves diferències formant una seqüència determinada.
Els procediments per establir seriacions són diversos, com ordenar els elements segons una norma, deducció de la norma segons els elements observats, seguir una representació cíclica, cercar un element de la sèrie situat al final o al mig, realitzar seriacions amb elements geomètrics o numèrics.
Les ordenacions i les seriacions formen part de l'estructura elemental del pensament. Els mecanismes que els i les alumnes fan servir per a la construcció d'una ordenació són diversos encara que es tracti de la construcció d'una simple ordenació. Podem destacar tres tipus d'estratègies : a) els alumnes que per introduir un element nou han de desmuntar tot el que han fet, b) els que col·loquen segons la percepció visual sense comprovació i, c) aquells que situen el nou element tot fent comparacions amb els altres fins que troben el lloc correcte.
La seriació numèrica és un cas particular però bàsica en la construcció del raonament logic-matemàtic tant a l'educació infantil com a la primària. Per Piaget el nombre és una síntesi de dos tipus de relacions que l'infant estableix entre els objectes, una és l'ordre i l'altre la inclusió jeràrquica, o sigui la seriació i la classificació. El sisè és el representant d'una ordenació de nombres, indica la situació de l'objecte o del nombre dintre de la sèrie, en canvi, el mateix guarisme, el sis, pot indicar la quantitat de coses que tenim, o sigui el grup sencer, és un valor quantitatiu. Les seriacions i les classificacions són per tant processos mentals bàsics en l'adquisició dels aprenentatges.